# Jurassic World Alive
Jurassic World™ Alive (Jurassic World™ К жизни) —  игра на основе определения местоположения в жанре дополненной реальности для мобильных устройств под управлением iOS и Android от разработчика Ludia Inc., выпущенная 14 марта 2018 года.

## Описание игры
6 марта 2018 года компания Universal объявила о запуске предстоящей игры по мотивам франшизы «Парк Юрского периода».
Игра основана на фильме «Мир юрского периода». Управление и интерфейс игры напоминают Pokémon Go, которая также использует датчики GPS и сенсоры мобильных устройств в игровом процессе. На момент выпуска в игре присутствовало более 100 динозавров, и ожидается что с дальнейшими обновлениями их количество будет увеличиваться. Игра позволяет игроку создать свою коллекцию динозавров, которых в дальнейшем можно использовать в битвах с другими игроками. Игра также даёт возможность игрокам создавать своих собственные динозавров, используя гибридную ДНК.